# Yasemin Cetinkaya
Yasemin Cetinkaya (türkisch Yasemin Çetinkaya; * 4. Oktober 1988 in Herdecke) ist eine deutsche Schauspielerin.

## Leben
Yasemin Cetinkaya wurde als Tochter einer Hausfrau und eines Kraftfahrers in Herdecke (Nordrhein-Westfalen) geboren. Sie wuchs mit drei jüngeren Geschwistern in Dortmund auf. Bereits vor dem Abitur 2009 spielte sie 3 Jahre an der Naturbühne Hohensyburg. 2009 nahm sie am Projekt für junge Laien am Schauspiel Dortmund teil, wo sie anschließend eine Spielzeit lang mit norway.today. auf der Bühne stand.
Cetinkaya absolvierte von Oktober 2011 bis September 2015 ein Schauspielstudium an der Akademie für Darstellende Kunst Baden-Württemberg in Ludwigsburg. Während ihrer Ausbildung spielte und erarbeitete sie zahlreiche Rollen der klassischen Theaterliteratur.
2014 absolvierte sie einen Film-Schauspiel-Workshop der Filmakademie Baden-Württemberg. Bereits während ihrer Ausbildung wirkte Cetinkaya in Haupt- und Nebenrollen in verschiedenen Kurzfilmen, Diplom- und Abschlussfilmen mit. Seither arbeitet sie hauptsächlich für den Film und das Fernsehen.
Yasemin Cetinkaya lebt seit 2015 in Berlin.

## Filmografie (Auswahl)
- 2011, 2012: Berlin – Tag & Nacht (Fernsehserie, Folgen 1–59 und 159–165)
- 2016: Der mit dem Schlag (Fernsehfilm)
- 2016: Layla M.
- 2017: Der Barcelona-Krimi (Krimireihe, Folge 1x02 Tod aus der Tiefe)
- 2018: Marie fängt Feuer (Fernsehreihe, Folge 4x01 Stürmische Zeiten)
- 2018: Pauls Weihnachtswunsch (Fernsehfilm)
- 2018: Skylines (Fernsehserie)
- 2018: Die Diplomatin – Jagd durch Prag  (Fernsehfilm)
- 2019: Väter allein zu Haus: Gerd (Fernseh-Minireihe, Folge 1x01)
- 2019: Väter allein zu Haus: Mark (Fernseh-Minireihe, Folge 1x02)
- 2019: Think Big! (Fernsehserie, 7 Folgen)
- 2020: Kinder und andere Baustellen (Fernsehfilm)
- 2021: Letzte Spur Berlin (Fernsehserie, 2 Folgen)
- 2021: Väter allein zu Haus: Timo (Fernseh-Minireihe, Folge 1x03)
- 2022: SOKO Leipzig (Fernsehserie, Folge 22x21 Einsame Wölfe)
- 2022–2025: WaPo Duisburg (Fernsehserie, 32 Folgen)
- seit 2023: Dünentod – Ein Nordsee-Krimi (Fernsehserie)
  - 2023: Das Grab am Strand
  - 2023: Tödliche Falle
  - 2024: Tod auf dem Meer
  - 2024: Falsches Spiel
  - 2024: Die Frau am Strand
  - 2025: Schatten der Vergangenheit
  - 2025: Tödliche Geheimnisse
- 2023: In aller Freundschaft (Fernsehserie, Folge Kein Zurück mehr!)
- 2023: Merz gegen Merz – Hochzeiten (Fernsehfilm)
- 2024: Uncivilized (Fernsehserie, Folge 1x05 Stuttgarter Krawallnacht)
- 2025: Ein starkes Team – Fast perfekte Morde (Fernsehfilmreihe)